# Chiesa di San Michele (Cluj-Napoca)

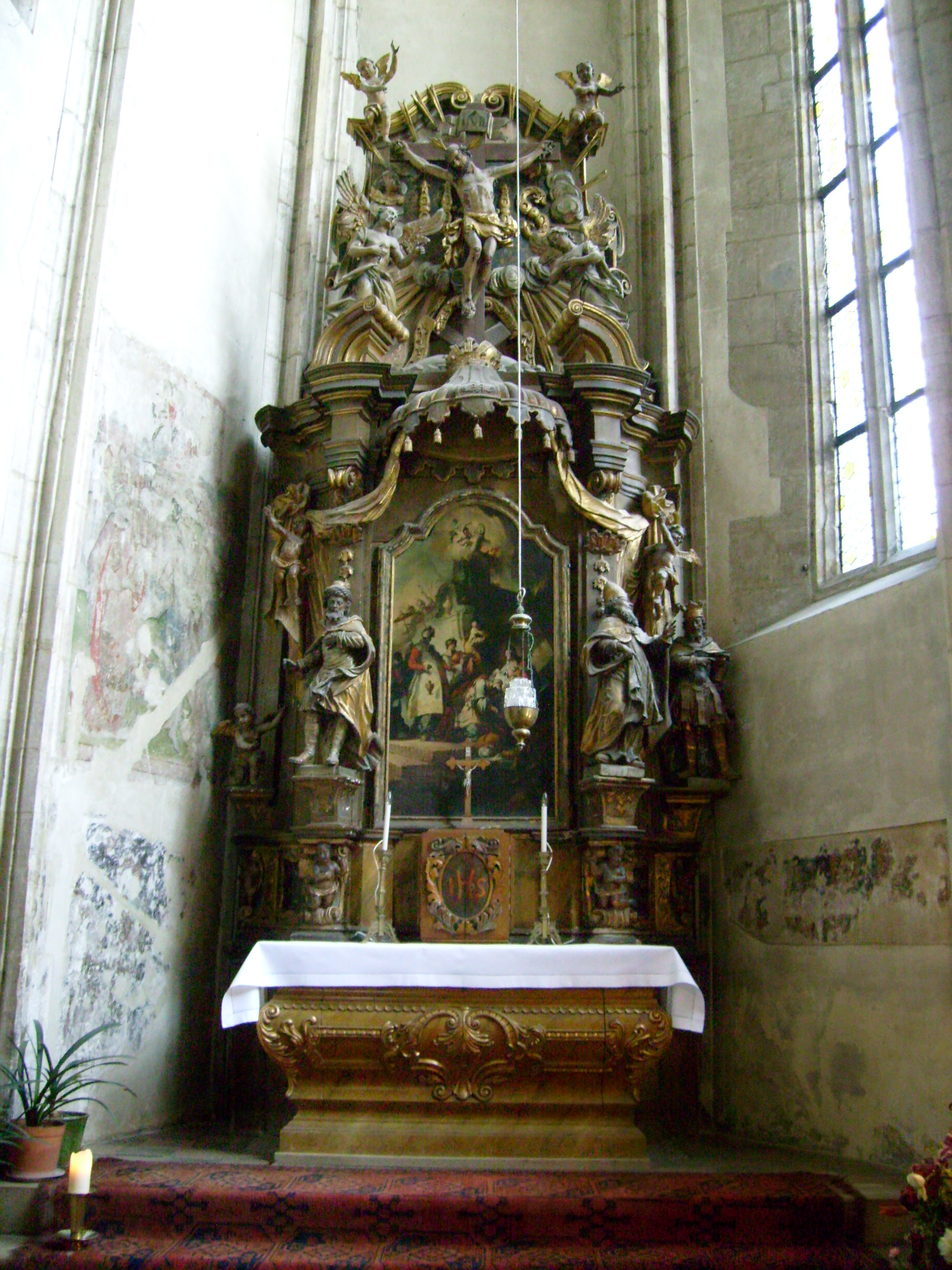
Johannes Nachtigall (1717 – 1761), altare

La chiesa di San Michele Arcangelo (in romeno biserica romano-catolică Sfântul Mihail, in ungherese Szent Mihály-templom, in tedesco Klausenburger Michaelskirche) è un edificio di impianto gotico situato a Cluj-Napoca in Transilvania; si tratta, nella fattispecie, di una Hallenkirche, ossia di una chiesa "ad aula", dove le due navate laterali hanno la stessa altezza di quella centrale.
L'edificio è situato nella Piazza Centrale. È iscritto nella lista dei monumenti del Distretto di Cluj, del Ministero della Cultura e del Patrimonio Nazionale della Romania (CJ-II-m-A-07469).
La Biserica Sf. Mihail di Cluj-Napoca è una dei più imponenti edifici di culto della Romania, con 70 m di lunghezza (quinto posto dopo quelle di Biserica Neagră di Brașov, Catedrala Sfântul Mihail din Alba Iulia, Catedrala Evanghelică din Sibiu e Catedrala Romano-Catolică din Oradea) e con il campanile di 80 m (secondo posto dopo la Catedrala Ortodoxă din Timișoara con campanile di 90,5 metri).
È la più grande chiesa della Transilvania, dopo la "Chiesa nera" di Brașov. Nella porta di ingresso si trovano gli stemmi di Sigismondo di Lussemburgo.

## Storia
I lavori iniziarono probabilmente a partire dell'altare di S. Giacomo e fu finanziata con la vendita delle indulgenze. L'edificio venne completato nel 1442-1447. La chiesa venne convertita al protestantesimo nel 1545-1566.

## Galleria d'immagini

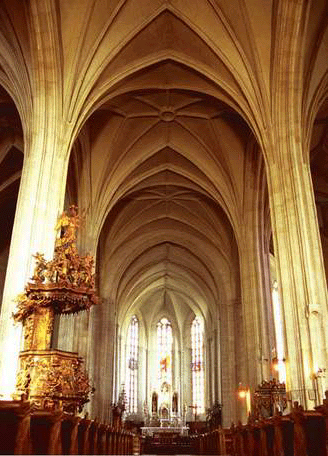
Stile gotico
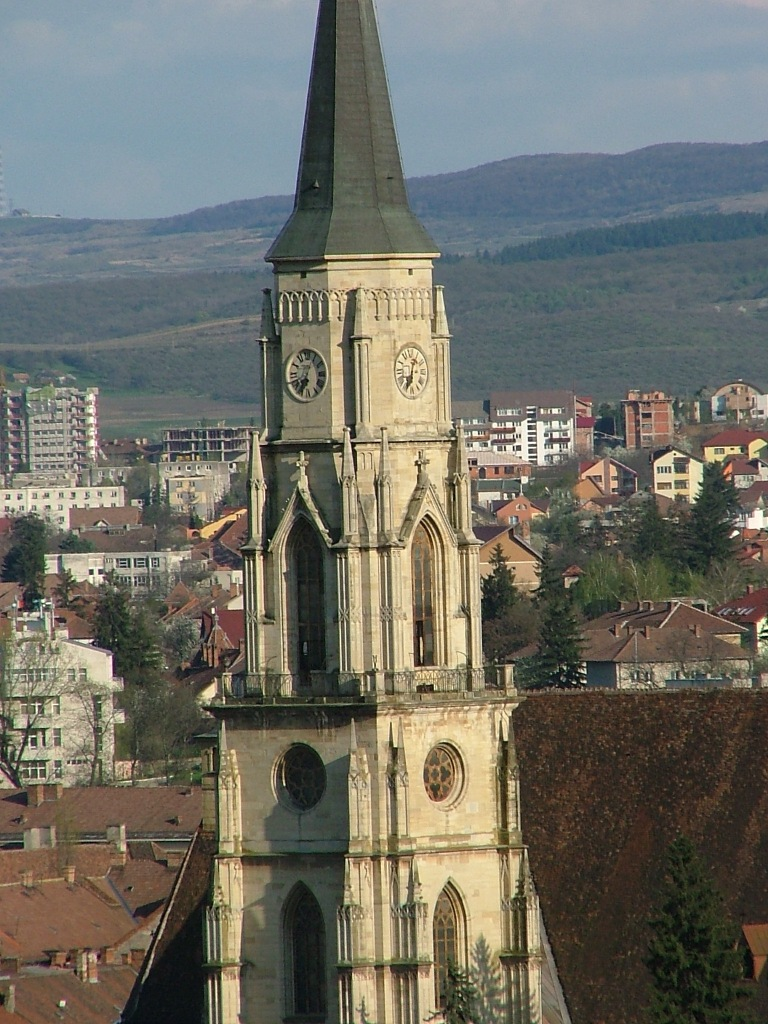
Campanile neogotico
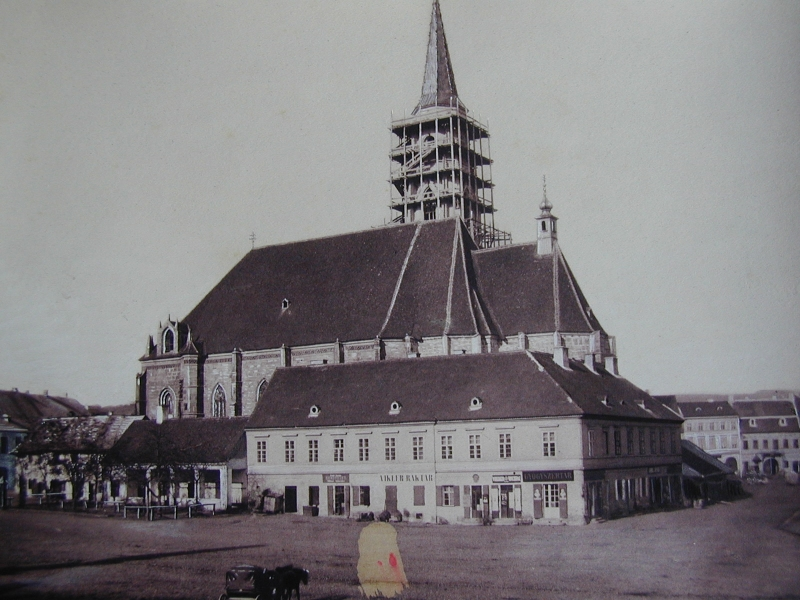
Con campanile in costruzione (1850)
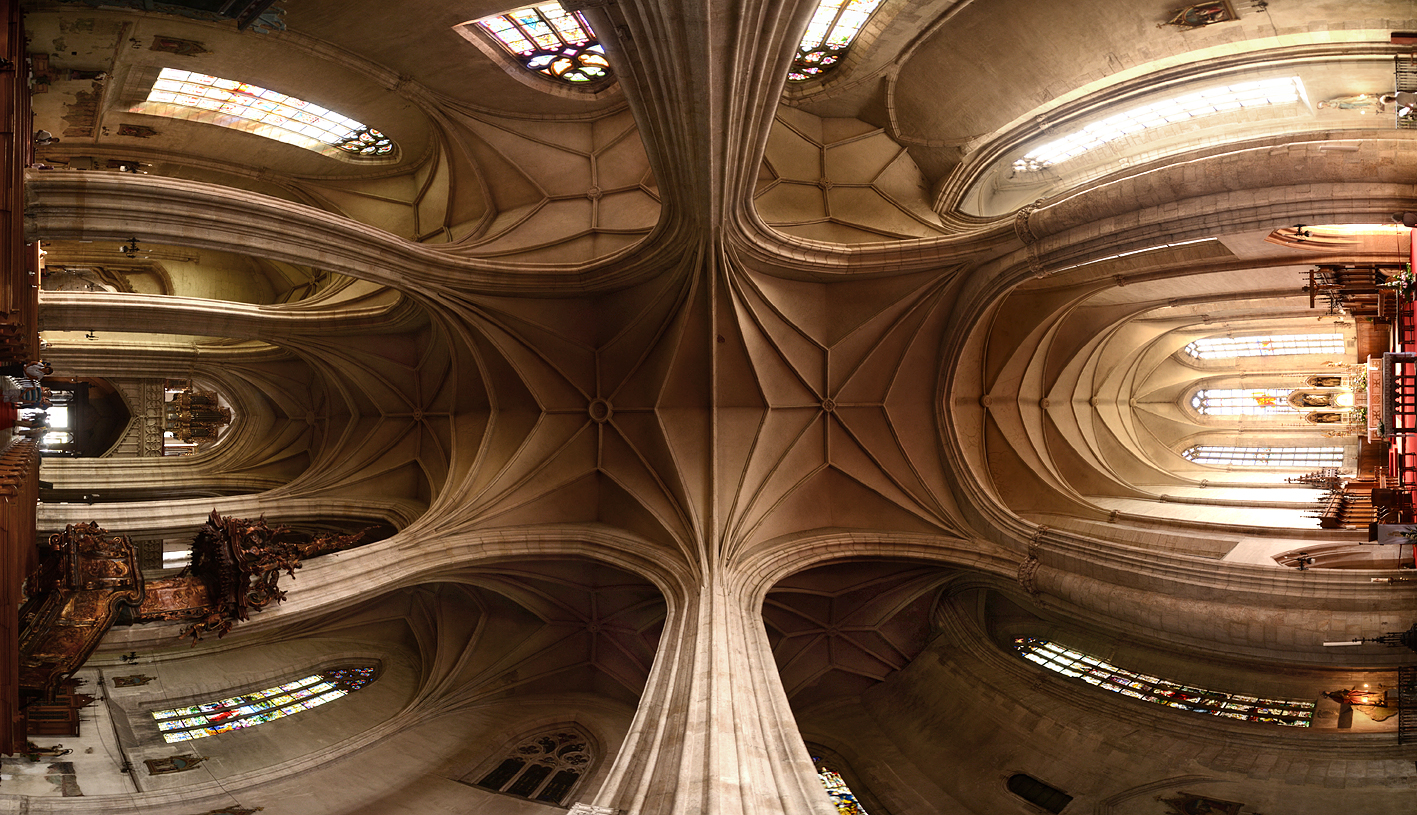
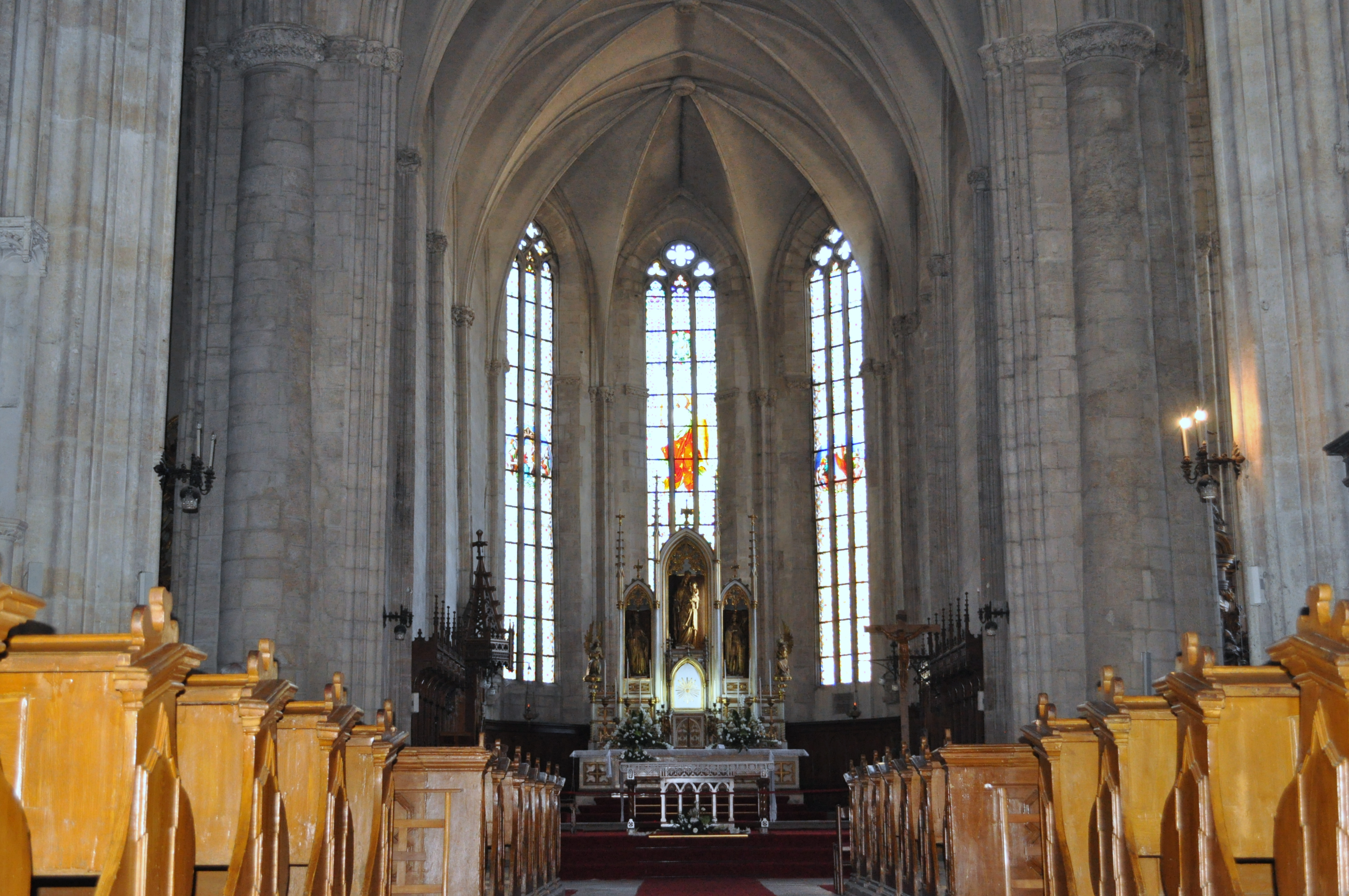
Altare